# Valchiria (personaggio)
Valchiria (Valkyrie) è un personaggio dei fumetti pubblicati dalla Marvel Comics, basato sulla figura mitologica di Brunilde. Ha avuto diverse incarnazioni.
- La prima fu come "potenziamento" dell'Incantatrice, in The Avengers (vol. 1[1]) n. 83, quando forma il gruppo delle Liberatrici, creato da Roy Thomas e John Buscema (disegni).
- La seconda è Samantha "Sam" Parrington, apparsa in The Incredible Hulk (vol. 2[1]) n. 142, creato da Roy Thomas (testi) e Herb Trimpe (disegni).
- La terza, il cui vero nome è Barbara Norriss (Brunnhilde), creata con un incantesimo di possessione dall'Incantatrice, in The Defenders (Vol.[1]) n. 4, creato da Steve Englehart (testi) e Sal Buscema (disegni).
- La quarta, il cui vero nome è Brunilde, è la manifestazione fisica della divinità asgardiana, apparsa in The Defenders (vol. 1[1]) n. 66, opera di David A. Kraft (testi) e Edward Hannigan (disegni).

## Biografia

### Gli anni della gioventù
Da giovane, Brunilde si iscrisse ad una accademia d'armi, unica donna a parte Sif entrò subito in competizione con la fanciulla per aver schernito Thor, le due però divennero alleate quando una giovane Amora tentò di irretire il Dio del Tuono con la magia. In seguito, la Valchiria fu inviata da Odino a combattere suo figlio che, in preda alla rabbia, stava seminando il terrore sui Nove Mondi, dopo un iniziale scontro i due si allearono contro un Gigante della Tempesta e festeggiarono la loro vittoria a Svartalheim. Successivamente, Brunilde scortò Thor e Heimdall nel Valhalla dove sfuggirono a stento all'attacco di Hela, partecipò poi ad un processo tenuto da Odino contro il proprio erede.

### Nei panni di una bionda
Anni dopo, l'Incantatrice ruba temporaneamente l'identità di Brunilde per attaccare i Vendicatori, è solo la prima donna a vestire i panni di Valchiria, la seconda è Samantha Parrington che per opera di Amora otterrà i poteri della semidea per combattere Hulk, la terza è Barbara Norriss trasformata, sempre per volere della maga asgardiana, per aiutare i Difensori che presto la accoglieranno tra le loro file. Dopo numerose avventure al fianco del supergruppo e di altri supereroi, quali i Vendicatori, la Cosa, l'Uomo Ragno e Capitan America, Valchiria affronta l'Incantatrice e riconquista il suo vero corpo.

### Morti e resurrezioni
Durante uno scontro tra i Difensori e Dragoluna, Valchiria è tra gli eroi caduti ma grazie all'intervento del Dottor Strange, lei e i suoi colleghi tornano in vita e sconfiggono il demone che possedeva Heather. Dopo aver combattuto assieme a Ghost Rider, a X-Force e ai suoi vecchi compagni Difensori, l'eroina cade durante il Ragnarok. Dopo la distruzione di Asgard, rinasce nel corpo di un'umana, Valerie, ed in seguito ad uno shock, quando il suo principale cerca di ucciderla, riacquista la memoria delle sue vite passate, in seguito è invitata ad entrare nei Vendicatori Segreti. Tra le file del supergruppo incontra i Thunderbolts e i giovani studenti dell'Accademia dei Vendicatori, partecipa alla Chaos War, alla guerra del terrore del Serpente e combatte i Devastatori. Dopo aver partecipato alla ricerca dei martelli dei Valorosi, caduti sulla Terra, inizia una relazione con l'agente Venom e combatte gli X-Men assieme ai Vendicatori, in seguito, fonda un nuovo gruppo di Difensori assieme a Misty Knight.

## Poteri e abilità
Brunilde è la più forte di tutte le Valchirie, sebbene non sia immortale invecchia molto più lentamente degli esseri umani, può percepire l'avvicinarsi della morte di una persona e condurla da e verso il regno dei morti, è un'ottima combattente con la spada e a mani nude. Possiede una spada incantata, Dragonfang, e monta un cavallo alato di nome Aragorn, donatole dal Cavaliere Nero.

## Altri media

### Marvel Cinematic Universe

Valchiria interpretata da Tessa Thompson in Thor: Ragnarok.

Valchiria, interpretata da Tessa Thompson, compare nel film del Marvel Cinematic Universe Quando Hela si ribella a suo padre Odino, egli invia le Valchirie per ucciderla e l'unica superstite è Valchiria, la quale dopo tale episodio fugge da Asgard per diventare una cacciatrice di taglie.
- In Thor: Ragnarok (2017), Valchiria cattura Thor per poi rivenderlo al Gran Maestro. Qui Thor prova a convincerla ad aiutarlo a riconquistare Asgard e a farle capire che la sua casa sarà sempre Asgard e non può dimenticare quello che è davvero. Valchiria decide quindi di aiutare Thor riconciliandosi con quest'ultimo, e i due insieme a Bruce Banner e Loki cercano di arrivare ad Asgard per fermare Hela, tuttavia Loki viene lasciato su Sakaar per terra sotto l'effetto della scossa del chip dell'obbedienza dopo che ha cercato di tradire Thor, quindi, dopo essere scappati da Sakaar, Thor, Banner e Valchiria arrivano ad Asgard, dove Thor restituisce a Valchiria i suoi vecchi vestiti e lei insieme a Banner comincia a sparare a Fenris, il lupo gigante di Hela, per difendere da lui gli Asgardiani ma Banner, per salvare gli Asgardiani, rivela a Valchiria che lui e Hulk condividono lo stesso corpo sebbene siano due persone diverse infatti Banner si trasforma in Hulk il quale combatte furiosamente con Fenris finendo con lui in un fiume dove combattono lontani dagli Asgardiani, durante la battaglia il completamente redento e cambiato Loki arriva su Asgard assieme a Korg, Miek e i Sakaariani Ribelli a bordo di una navicella chiamata Statesman per salvare gli Asgardiani e aiutare suo fratello Thor a sconfiggere Hela pentitosi anche di tutte le cattiverie fatte prima, Valchiria atterra con la sua navicella e combatte anche lei assieme a Thor, che ha rilasciato i suoi potentissimi e invincibili veri poteri da dio del tuono, gli scagnozzi non morti di Hela e Thor, dopo aver perso l'occhio destro e aver avuto un'esperienza di pre-morte riuscendo ad avere un altro dialogo con il defunto Odino, capisce che per fermare Hela, loro devono provocare Ragnarok, la fine di Asgard, e non fermarlo poiché "Asgard non è un luogo ma un popolo", così Heimdall porta in salvo gli Asgardiani facendoli evacuare sulla Statesman e a bordo dell'astronave attendono che Thor sconfigga Hela, infatti Thor manda Loki a resuscitare il demoniaco Surtur in modo che uccida Hela nella sua distruzione di Asgard, Thor e Valchiria riescono a trattenere Hela abbastanza a lungo combattendola e a quel punto Surtur torna in vita più grande che mai e Thor e Valchiria fanno precipitare Hela nel fiume di Asgard in modo da avere tempo per fuggire e in modo che Hela rimanga di Asgard così che possa essere uccisa per sempre da Surtur, Thor e Valchiria vengono portati sull'astronave da Hulk e assieme a lui e tutti gli altri riescono ad evacuare in tempo mentre Surtur combatte contro Hela vincendo ed uccidendola, sebbene tutta la razza degli Asgardiani, compresi gli altri, sia sana e salva ora non hanno più una casa ma sono grati verso il nuovo re Thor per averli salvati, Thor, che ora indossa una benda nera sull'occhio mancante, diventa il nuovo re di Asgard e affiancato da Valchiria, Loki, Heimdall, Hulk e tutti gli Asgardiani Thor decide di ricostruire Asgard in una zona non popolata della Terra.
- Il suo destino dopo l'attacco alla nave degli Asgardiani da parte di Thanos in Avengers: Infinity War (2018) è stato rivelato dai registi Anthony e Joe Russo: Valchiria, assieme alla metà sopravvissuta degli Asgardiani, è fuggita durante l'attacco attraverso diverse capsule di salvataggio dopo aver inviato una richiesta d'aiuto ai Guardiani della Galassia.
- In Avengers: Endgame (2019), si scopre che Valchiria è sopravvissuta allo schiocco di Thanos e insieme agli asgardiani sopravvissuti si reca sulla Terra per costruire una nuova dimora. Si unisce, in groppa a un cavallo alato, alla battaglia finale contro Thanos e il suo esercito, insieme agli Avengers e ai resuscitati. Sul campo di battaglia porta l'esercito asgardiano ancora in vita. Dopo la battaglia, Thor decide di unirsi ai Guardiani della Galassia e nomina a Valchiria come regina di New Asgard.
- Nel quarto episodio della seconda stagione della prima serie animata dell'MCU What If...? (2021), Valchiria aiuta Iron Man a sconfiggere in una gara di auto ed eliminare il Gran Maestro, re del pianeta Sakaar. Per questo viene acclamata dal popolo come nuova regina del pianeta stesso.
- In Thor: Love and Thunder (2022), Valchiria si allea con Thor, Korg e Jane nei panni della Potente Thor per fermare l'attacco di Gorr il Macellatore di Dei a New Asgard. Il gruppo contrasta Gorr ma lui scappa, rapendo diversi bambini asgardiani e portandoli nel Regno delle Ombre. A questo punto partono alla ricerca dei bambini rapiti. Il gruppo si reca così a Omnipotence City per avvertire gli altri dei e chiedere il loro aiuto, ma il capo degli dei, Zeus, ha paura di Gorr e non vuole aiutare Thor, catturandolo. Nella lotta che ne consegue Zeus distrugge il corpo di Korg, lasciando però viva la testa, e Thor trafigge Zeus con il suo stesso fulmine, che Valchiria ruba durante la loro fuga. Il gruppo viaggia nel Regno delle Ombre per salvare i bambini, tuttavia questo si rivela essere uno stratagemma di Gorr per prendere Stormbreaker, grazie a cui intende usare il Bifrǫst per raggiungere l'Eternità, un'antica e potente entità cosmica a cui può chiedere la distruzione di tutti gli dei. Valchiria viene gravemente ferita, mentre Jane non può proseguire la battaglia, prosciugata da Mjolnir, che la ucciderebbe se dovesse utilizzarlo ancora una volta, così si ritirano a New Asgard per ristabilirsi. Thor sconfigge Gorr e salva i bambini che tornano a New Asgard, dove Valchiria e Sif iniziano ad addestrarli.
- Valchiria compare anche in cameo nel film The Marvels (2023).
- Valchiria ricomparirà anche nella quinta serie animata dell'MCU Marvel Zombies (2025).